# Paesi Bassi ai Giochi della XX Olimpiade
I Paesi Bassi parteciparono ai Giochi della XX Olimpiade che si sono svolti a Monaco di Baviera dal 26 agosto all'11 settembre 1972, con una delegazione di 119 atleti impegnati in 16 discipline per un totale di 72 competizioni. Il portabandiera fu l'hockeista Nico Spits, alla sua seconda Olimpiade.
Il bottino della squadra fu di cinque medaglie: tre d'oro, una d'argento e una di bronzo. I Paesi Bassi si piazzarono al secondo posto nel medagliere del judo grazie ai due ori conquistati da Wim Ruska, che confermò la supremazia olandese nella categoria Open dopo il successo di Anton Geesink a Tokyo 1964.

## Medaglie
| Medaglia | Nome                         | Sport       | Evento         |
| -------- | ---------------------------- | ----------- | -------------- |
| Oro      | Wim Ruska                    | Judo        | oltre 93 kg    |
| Oro      | Wim Ruska                    | Judo        | Open           |
| Oro      | Hennie Kuiper                | Ciclismo    | Corsa in linea |
| Argento  | Mieke Jaapies                | Canoa/kayak | K1 500 m       |
| Bronzo   | Roel Luynenburg Ruud Stokvis | Canottaggio | Due senza      |

## Risultati

### Pallanuoto
| Atleta | Classifica |                        |
| --- | --- | ---------------------- |
| V · D · M Nazionale maschile olandese di pallanuoto · Giochi della XX Olimpiade - Monaco di Baviera 1972 Kroon • Wouda • Veer • Hoogveld • Hermsen • Parrel • Schmidt • Bras • Buunk • Stroboer • van de Schilde · CT : Harry Vriend | 7° |                        |
| Nazionale maschile olandese di pallanuoto · Giochi della XX Olimpiade - Monaco di Baviera 1972 | |                        |
| Kroon • Wouda • Veer • Hoogveld • Hermsen • Parrel • Schmidt • Bras • Buunk • Stroboer • van de Schilde · CT: Harry Vriend | Kroon • Wouda • Veer • Hoogveld • Hermsen • Parrel • Schmidt • Bras • Buunk • Stroboer • van de Schilde · CT: Harry Vriend | Paesi Bassi (bandiera) |